# Dowód osobisty w Polsce

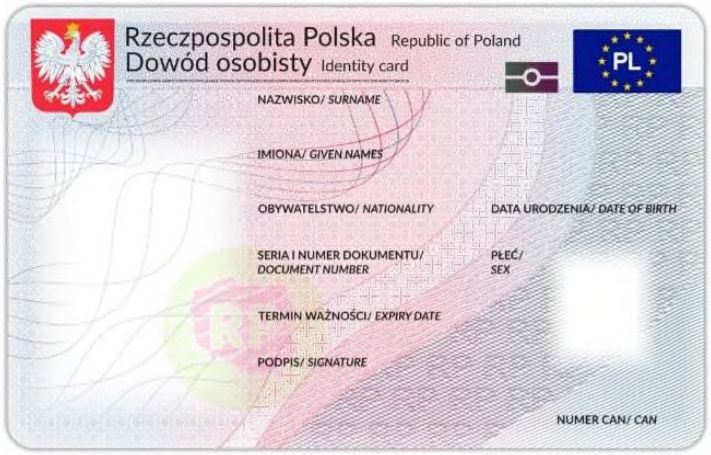
Wzór dowodu osobistego obowiązującego od 7 listopada 2021 – awers

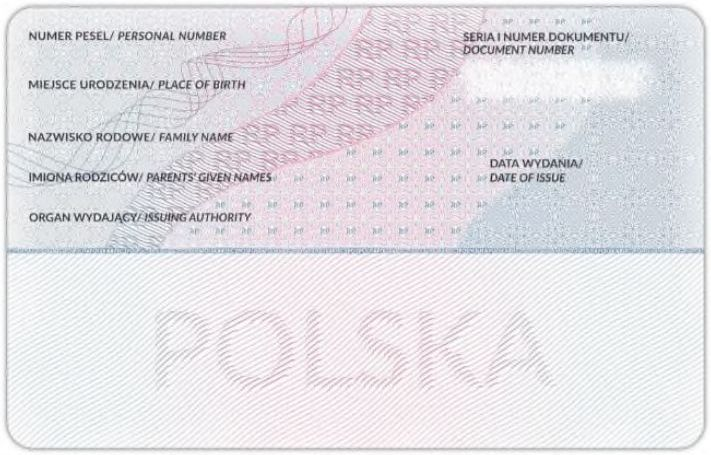
Wzór dowodu osobistego obowiązującego od 7 listopada 2021 – rewers

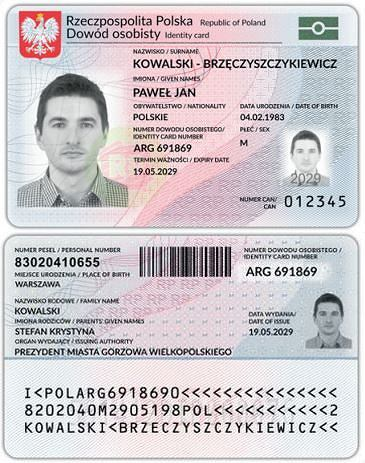
Polski dowód osobisty obowiązujący od 4 marca 2019 do 6 listopada 2021

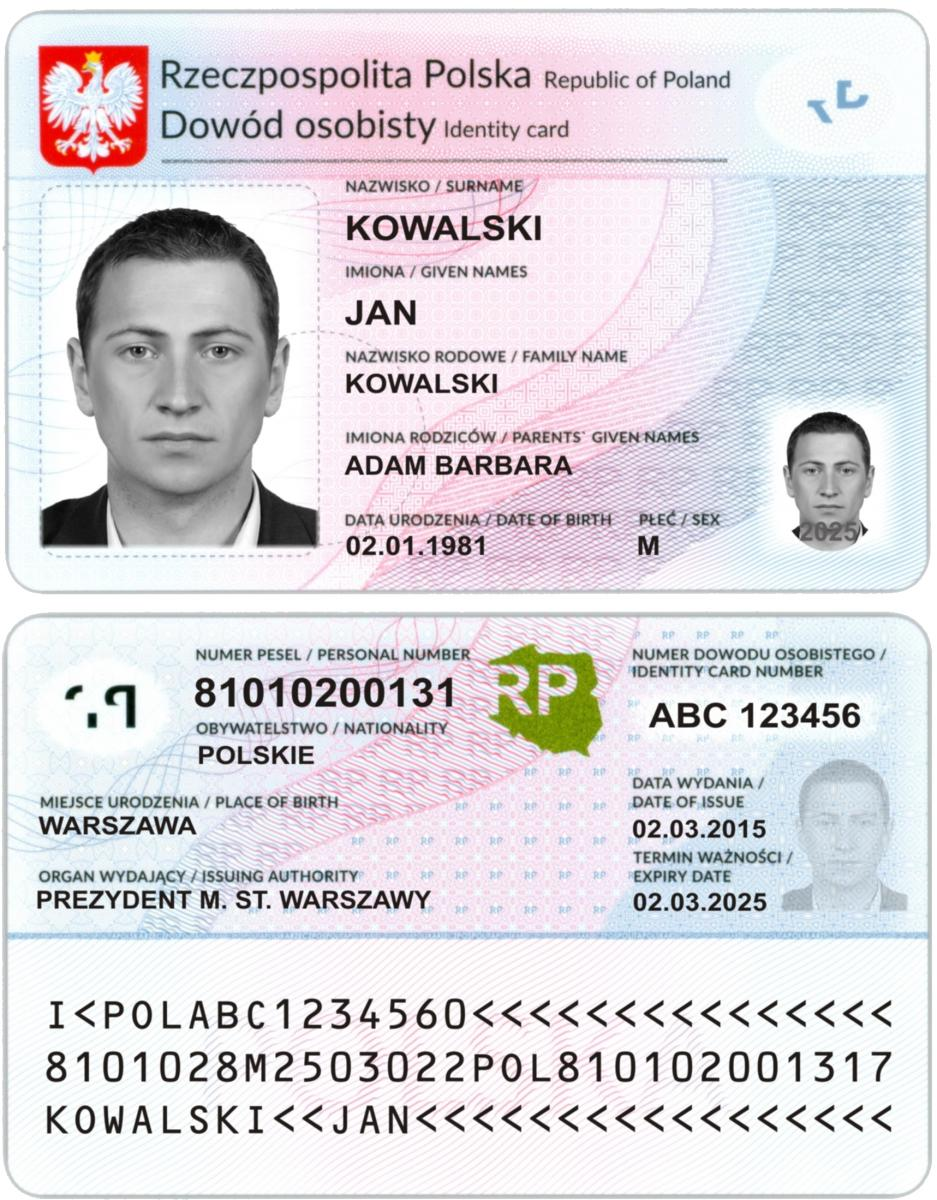
Wzór dowodu osobistego wydawanego w okresie 2 marca 2015 do 3 marca 2019

Dowód osobisty – dokument stwierdzający tożsamość osoby i poświadczający obywatelstwo polskie.

## Historia

### II Rzeczpospolita

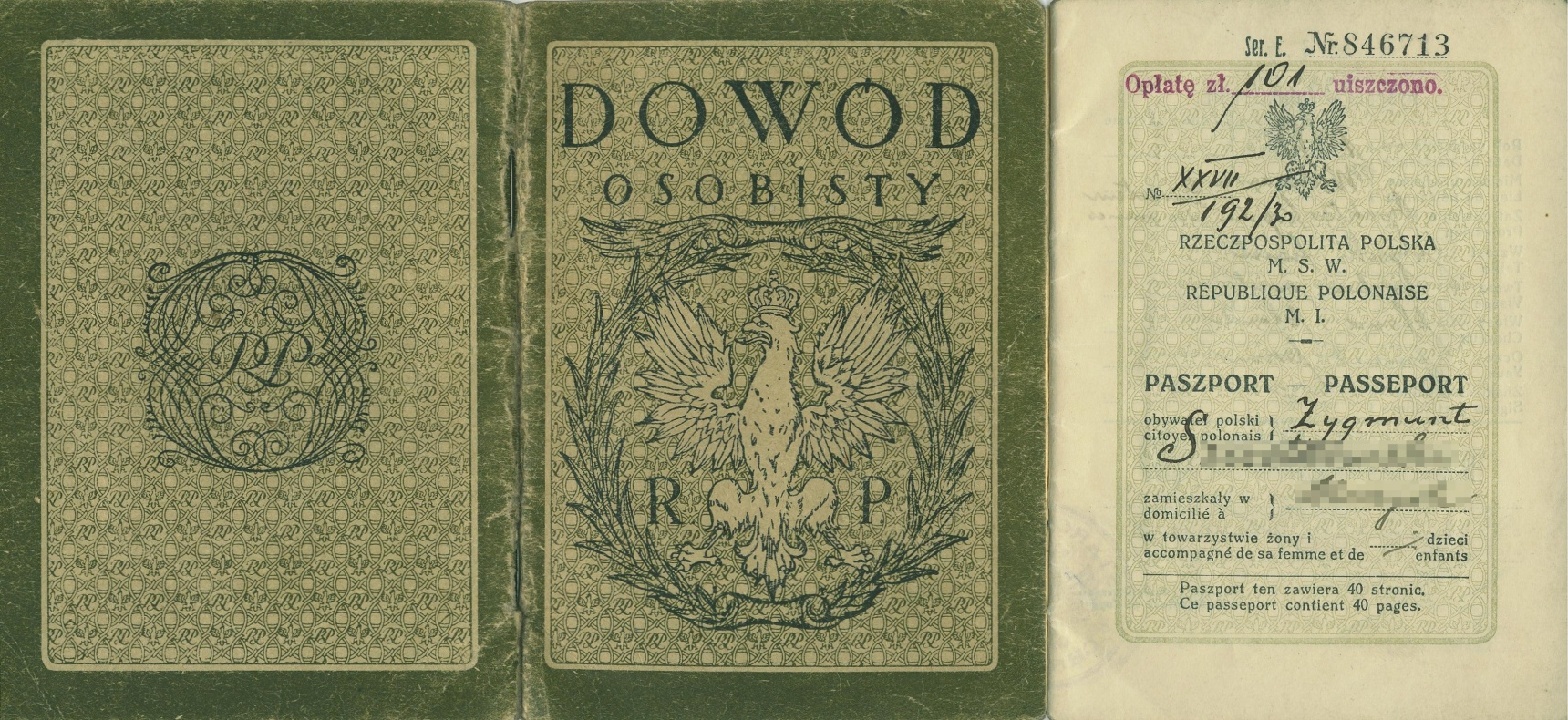
Polski „dowód osobisty” z 1930 – de facto paszport

Po I wojnie światowej – w latach dwudziestych i na początku trzydziestych – nazwą „dowód osobisty” określano dokument niezbędny do podróży zagranicznych. Pełnił on de facto rolę paszportu (pomimo nazwy „dowód osobisty” na okładce we wnętrzu nazywany już był paszportem). Opłata za jego wydanie była wysoka: w czerwcu 1923 wynosiła 90 000 marek polskich, a w 1930 roku 101 złotych polskich. Był on wykorzystywany jako dokument meldunkowy, w którym wpisywano także pobyty czasowe w kraju (poza miejscem stałego zameldowania).
Dowód miał formę arkusza kartonu złożonego na pół i zawierał dane osobowe, fotografię, zawód, wyznanie, informację o alfabetyzmie i rysopis. Z czasem dowody rozrosły się do 16-stronicowej książeczki w kartonowej okładce, z czego 11 stron przeznaczono na poświadczenia meldunków.
Możliwość uzyskania w Polsce dowodu osobistego jako krajowego dokumentu tożsamości wprowadzono rozporządzeniem Prezydenta RP z 16 marca 1928 roku. Wystawiany był przez urząd gminy na żądanie zainteresowanym osobom za opłatą 60 groszy i nie był obowiązkowy (art. 18). Dowód miał formę karty z szaroniebieskiego, sztywnego papieru złożonego na pół.

### II wojna światowa i PRL

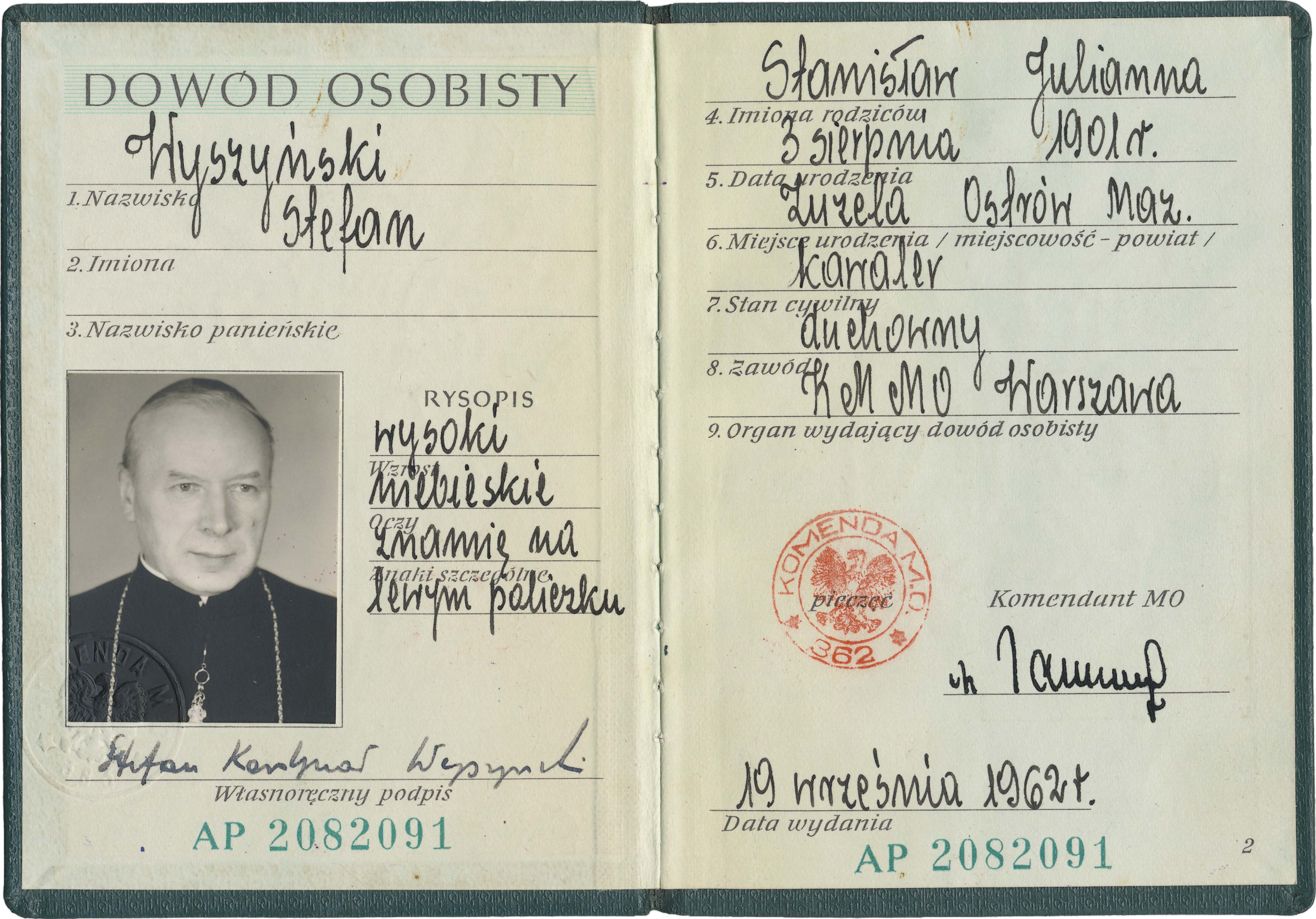
Dowód osobisty kardynała Stefana Wyszyńskiego wystawiony w 1962

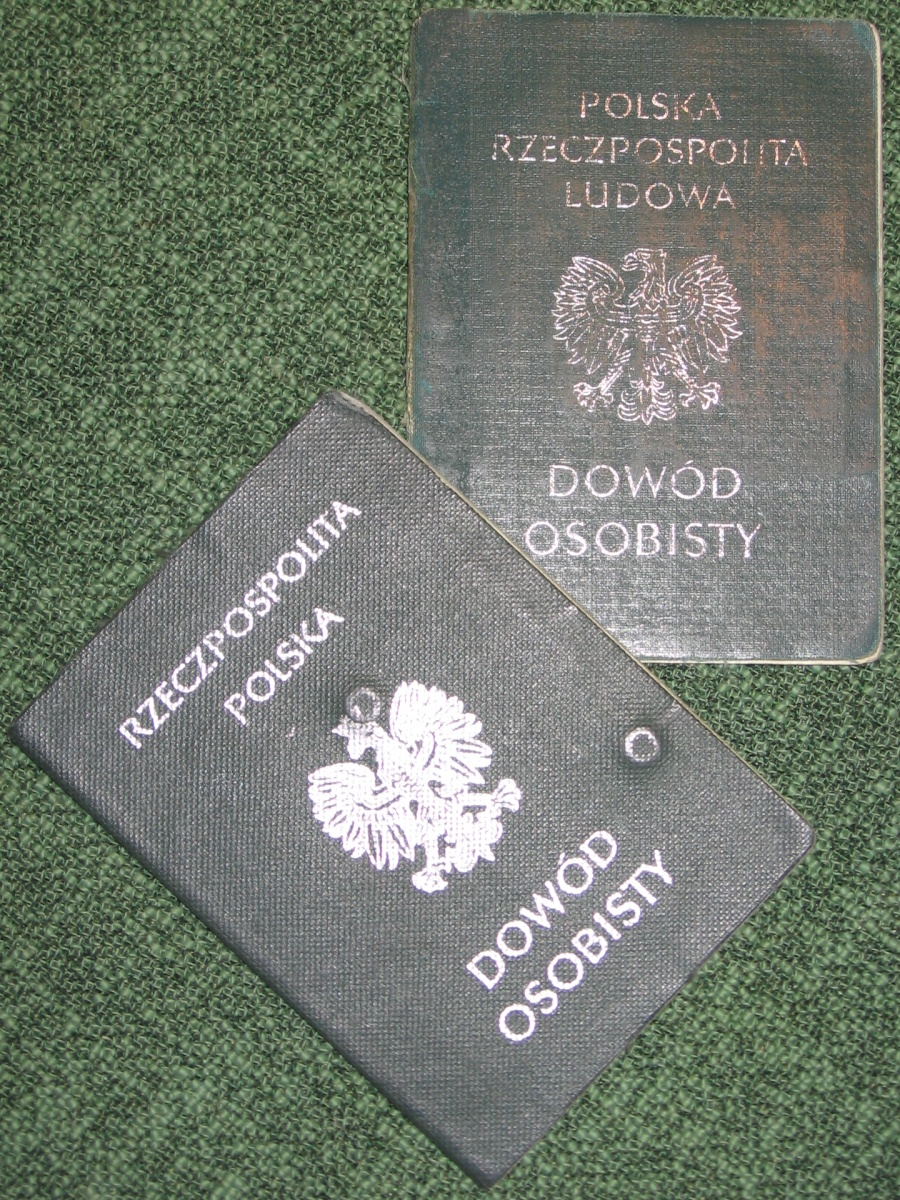
Dowody osobiste z okresu PRL i III RP wydawane przed 2001

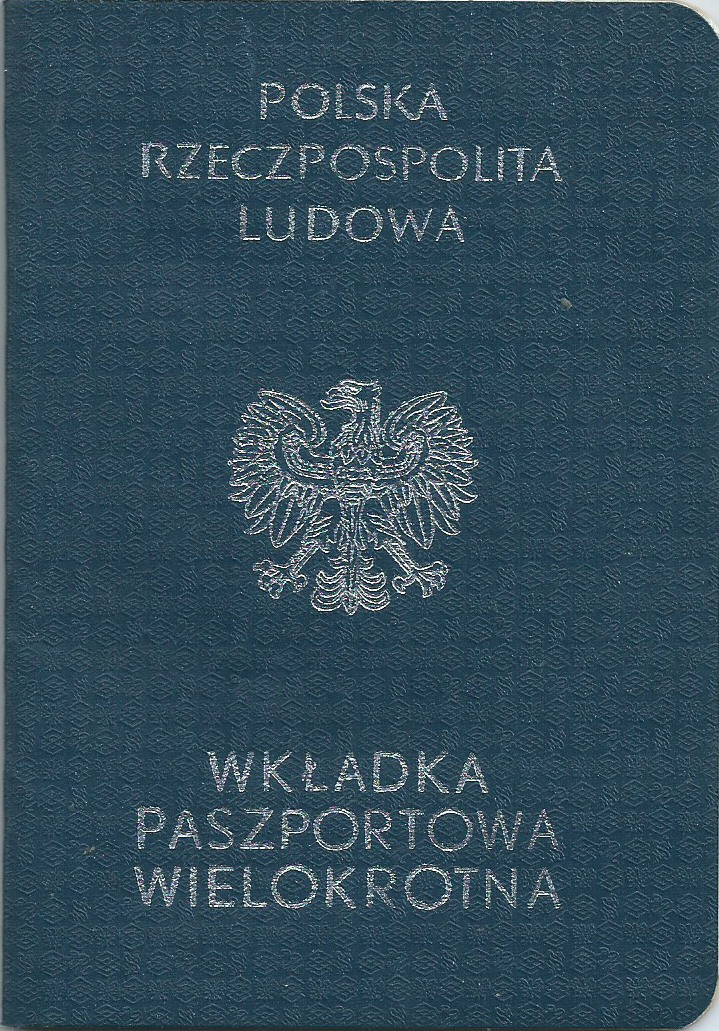
Wkładka Paszportowa do Dowodu Osobistego uprawniająca do wielokrotnego przekraczania granicy krajów tzw. wspólnoty socjalistycznej, (1973) Zastąpiona przez stempel w dowodzie osobistym

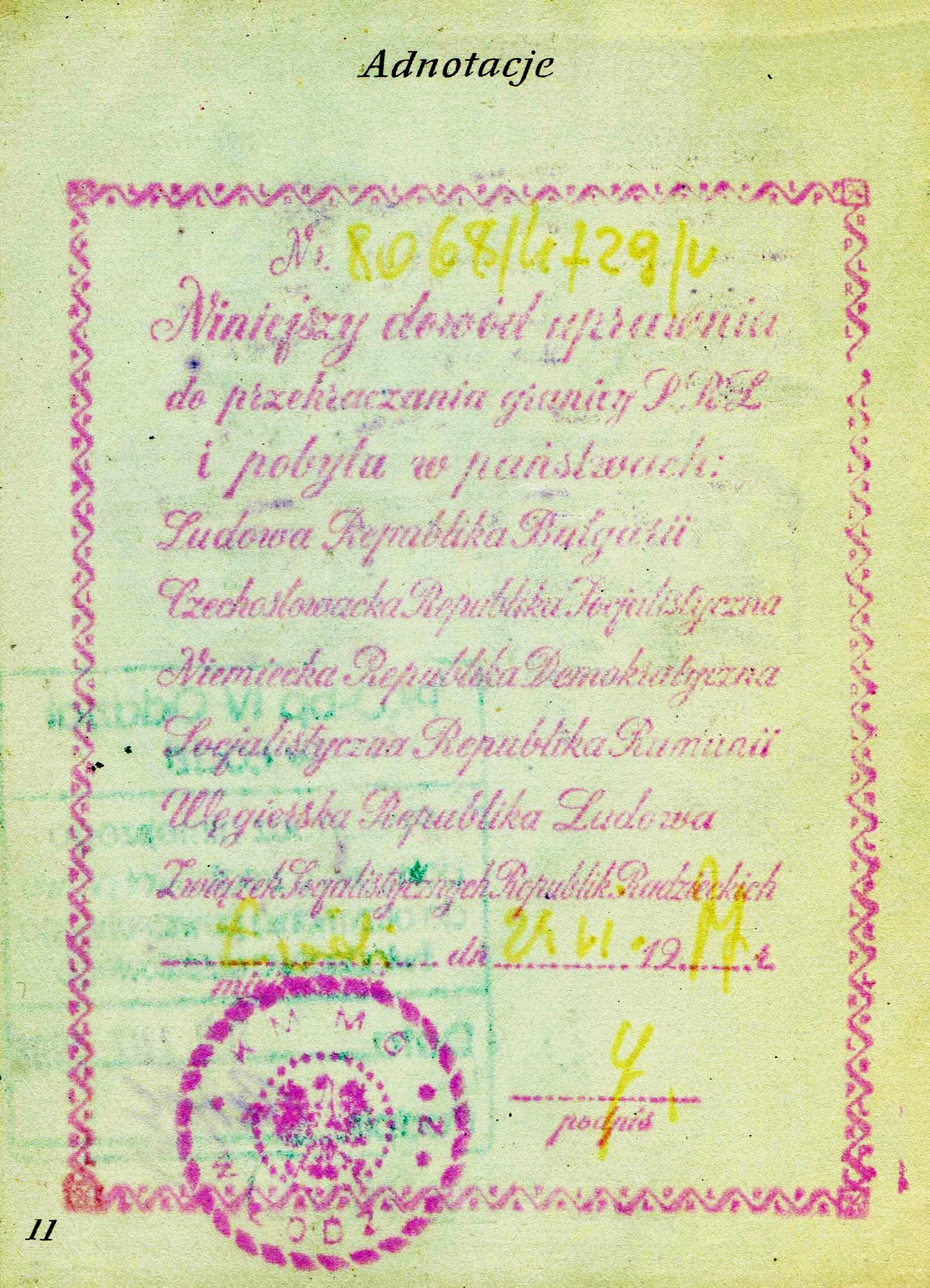
Stempel w dowodzie osobistym dający prawo do przekraczania granic państwowych w obrębie krajów tzw. wspólnoty socjalistycznej, 1977

W czasie II wojny światowej niemieckie władze okupacyjne wprowadziły obowiązek legitymowania się dowodem osobistym (niem. Personalausweis lub krócej Ausweis), powołując się przy tym na cytowane rozporządzenie. Kennkarte miała formę 6-stronicową, wydrukowana była na szarozielonym kartonie, i zawierała zdjęcie, dane osobowe i odciski palców wskazujących. Dokumenty były często fałszowane, jedną z komórek produkujących fałszywe egzemplarze tworzyli pracownicy PWPW, w której powstawały także oryginalne kenkarty.
W pierwszych latach po zakończeniu wojny funkcjonowały równocześnie przedwojenne dowody osobiste, niemieckie kenkarty i tymczasowe poświadczenia tożsamości, które wydawano osobom nieposiadającym innych dokumentów. Obowiązek posiadania dowodu utrzymano dekretem o dowodach osobistych z 22 października 1951 roku, którym ujednolicono te dokumenty, jednak nowe dokumenty zaczęto wydawać dopiero w 1953 roku. Była to 16-stronicowa książeczka formatu 80×110 mm w ciemnozielonych, kartonowych okładkach (potem 79×110 mm w miękkich okładkach). Oprócz podstawowych danych osobowych (imię, nazwisko, imiona rodziców, data i miejsce urodzenia, rysopis) oraz zdjęcia zawierał rubryki, do których wpisywano numer PESEL, stan cywilny, zawód, miejsce pracy, zameldowanie, dzieci na utrzymaniu. Na dalszych stronach dowodu odnotowywano, między innymi, fakt wydania książeczki walutowej, karty zaopatrzenia, powszechnych świadectw udziałowych itp. Potwierdzano także w dowodzie osobistym specjalną pieczęcią prawo do przekraczania granicy PRL–NRD, a później nową pieczęcią prawo do przekraczania granic państwowych w obrębie krajów tzw. wspólnoty socjalistycznej, wpisywano grupę krwi posiadacza dowodu oraz zaznaczano fakt zawarcia małżeństwa (do czasu wydania nowego dokumentu).
W 1974 roku rozpoczęła się produkcja nowego wzoru dowodu, mającego 24 strony. Utrzymano dotychczasowe normy karne do 2 lat pozbawienia wolności za uchylanie się od posiadania dowodu i do 3 lat za przesłanie lub przewiezienie go za granicę lub używanie cudzego. Dla osób bez stałego miejsca zameldowania, jak i dla osób na stałe zamieszkałych za granicą, dowód osobisty wydawał organ ostatniego miejsca pobytu stałego osoby ubiegającej się o wydanie dowodu osobistego. Jeżeli nie można było tego ustalić, to dowód osobisty wydawał Urząd Dzielnicy Śródmieście m.st. Warszawy.

### III RP
Po upadku PRL obowiązek posiadania dowodu osobistego jest w Polsce nadal utrzymywany, złagodzono jednak kary za jego zlekceważenie. Z ustawy z 6 sierpnia 2010 r. o dowodach osobistych wynika, że każdy pełnoletni obywatel polski zamieszkały w Rzeczypospolitej Polskiej ma obowiązek posiadać dowód osobisty od ukończenia 18. roku życia. Uchylający się od tego obowiązku popełnia wykroczenie i może wobec tego podlegać karze ograniczenia wolności (w wymiarze 1 miesiąca) albo grzywny. Do otrzymania dowodu osobistego nie jest konieczne zameldowanie. Obywatele polscy zamieszkali na stałe za granicą mają prawo posiadania dowodów osobistych.
Dowód osobisty jest jednym z dokumentów potwierdzających uprawnienia do kierowania rowerem, wózkiem rowerowym lub pojazdem zaprzęgowym, a także hulajnogą elektryczną lub urządzeniem transportu osobistego przez osobę, która ukończyła 18. rok życia. Dotyczy to także motoroweru, jeżeli kierujący osiągnął ten wiek przed 19 stycznia 2013 roku.
W 2001 roku wprowadzono dowód osobisty w formie plastikowej karty. W 2015 weszła w życie nowelizacja ustawy o dowodach osobistych, na podstawie której zmieniono wzór dowodu.

## Wzór, wymiana i ważność dowodu
Obowiązujący od 24 marca 2009 do 1 marca 2015 r. wzór dowodu osobistego został określony rozporządzeniem Rady Ministrów z dnia 6 lutego 2009 r. (Dz.U. z 2009 r. nr 47, poz. 384, z późn. zm.). Obecny wzór określa rozporządzenie Ministra Spraw Wewnętrznych i Administracji z dnia 5 października 2021 r. w sprawie wzoru dowodu osobistego, jego wydawania i odbioru oraz utraty, uszkodzenia, unieważnienia i zwrotu (Dz.U. z 2021 r. poz. 1865).
Dokument ma postać wielowarstwowej karty poliwęglanowej o wymiarach 85,60 × 53,98 mm (standard ID-1 ISO/IEC 7810), zawierającej podstawowe informacje o jej posiadaczu, dacie wydania, organie wydającym i terminie ważności. Informacje zapisane są zarówno w sposób jawny, jak i zakodowany. Dowód osobisty jest jednocześnie dokumentem uprawniającym obywateli polskich do przekraczania granic państw członkowskich Unii Europejskiej, państw Europejskiego Obszaru Gospodarczego nienależących do Unii Europejskiej oraz państw niebędących stronami umowy o Europejskim Obszarze Gospodarczym, których obywatele mogą korzystać ze swobody przepływu osób na podstawie umów zawartych przez te państwa ze Wspólnotą Europejską i jej państwami członkowskimi, uznających ten dokument za wystarczający do przekraczania ich granicy. Od 1 stycznia 2010 roku wydawany bezpłatnie na podstawie ustawy z dnia 9 stycznia 2009 roku (Dz.U. z 2009 r. nr 39, poz. 306).
Od listopada 2013 roku został wprowadzony do obiegu zmodyfikowany dowód osobisty. Dokument powstał na bazie poprzedniego wzoru dowodu. Modyfikacja nie spowodowała zmiany wzoru dokumentu, jednak wprowadzono kilka zmian w zabezpieczeniach. W dolnej części rewersu na strefie odczytu maszynowego MRZ, umieszczono mikrograwerunkiem 15 znaków alfanumerycznych unikatowych dla każdego dokumentu. Nowe dokumenty rozpoczynają się serią AXI od numeru 000001.
Przed wyczerpaniem puli serii A, w marcu 2015 wprowadzono dowody serii C zaczynające się od CAA. W marcu 2019 wprowadzono dowody serii D zaczynające się od DAA. W listopadzie 2021 zaczęto wydawać dowody według nowego wzoru zgodnego z zaleceniami ICAO o literach serii DEA.
Numer „plastikowego” dowodu osobistego składa się z trzech liter i sześciu cyfr, z których jedna (pierwsza cyfra od lewej) to cyfra kontrolna. Metoda obliczania cyfry kontrolnej i weryfikacji poprawności numeru dowodu osobistego oparta jest na normie ICAO nr 9303.
Aby sprawdzić poprawność numeru i serii dowodu, należy najpierw zamienić litery na liczby, przypisując literom odpowiednio:
| A  | B  | C  | D  | E  | F  | G  | H  | I  | J  | K  | L  | M  |
| -- | -- | -- | -- | -- | -- | -- | -- | -- | -- | -- | -- | -- |
| 10 | 11 | 12 | 13 | 14 | 15 | 16 | 17 | 18 | 19 | 20 | 21 | 22 |

| N  | O  | P  | Q  | R  | S  | T  | U  | V  | W  | X  | Y  | Z  |
| -- | -- | -- | -- | -- | -- | -- | -- | -- | -- | -- | -- | -- |
| 23 | 24 | 25 | 26 | 27 | 28 | 29 | 30 | 31 | 32 | 33 | 34 | 35 |

Kolejnym krokiem jest mnożenie elementów tak uzyskanego ciągu liczb przez ustalone wagi. Wagi kolejnych liczb to: 7, 3, 1, 9, 7, 3, 1, 7, 3. Reszta z dzielenia sumy iloczynów przez 10 powinna być równa 0 (zero).
Przykład obliczeń (dla przykładowego dowodu osobistego przedstawionego na ilustracji obok, o numerze ABA300000):
| Numer dowodu | A  | B   | A   | 3   | 0  | 0  | 0  | 0  | 0  |       |
| ------------ | -- | --- | --- | --- | -- | -- | -- | -- | -- | ----- |
| Wartość      | 10 | 11  | 10  | 3   | 0  | 0  | 0  | 0  | 0  |       |
| Wagi         | 7  | 3   | 1   | 9   | 7  | 3  | 1  | 7  | 3  |       |
| Iloczyny     | 70 | 33  | 10  | 27  | 0  | 0  | 0  | 0  | 0  |       |
| Sumowanie    | 70 | +33 | +10 | +27 | +0 | +0 | +0 | +0 | +0 | 1=140 |

Reszta z dzielenia 140 przez 10 wynosi 0 (140 mod 10 = 0), więc jest to numer poprawny.
Wagami mogą też być zestawy (1 9 3 7 1 9 3 1 9), (3 7 9 1 3 7 9 3 7), (9 1 7 3 9 1 7 9 1).
Poprawność cyfry kontrolnej nie świadczy o autentyczności dowodu. Dowód o numerze AAA000000 nie istnieje.
Na dole drugiej strony dowodu osobistego w dolnej części, zgodnie z normą ICAO Document 9303, w strefie MRZ powtórzone są dane właściciela w postaci czytelnej dla komputera, co przyspiesza przetwarzanie danych. Zapis ten składa się z trzech linijek po 30 znaków wydrukowanych krojem pisma OCR-B. Dodatkowo dane te są uzupełnione o cyfrę kontrolną dla każdego pola cyfrowego oraz cyfrę kontrolną na końcu obejmującą większość danych z poprzednich pól. Nazwisko i imię w tym zapisie nie zawiera polskich znaków diakrytycznych i nie jest uwzględniane przy obliczaniu końcowej cyfry kontrolnej.
Dowód osobisty ważny jest przez 10 lat od wydania, jednak jest wyjątek: osoby, które nie ukończyły 5 lat, otrzymują dokument z pięcioletnim terminem ważności. Przed 1 marca 2015 osoby po 65. roku życia mogły otrzymać dowód ważny bezterminowo. Od 1 marca 2015 roku dokumenty ważne bezterminowo nie są już wydawane.
Dowód osobisty powinien zostać wymieniony w przypadku:
- upływu terminu ważności
- zmiany danych osobowych
- utraty albo uszkodzenia w stopniu utrudniającym lub uniemożliwiającym identyfikację
- zmiany wizerunku twarzy w stopniu utrudniającym lub uniemożliwiającym identyfikację
- przekazania do organu gminy lub do placówki konsularnej Rzeczypospolitej Polskiej przez osobę trzecią znalezionego dowodu osobistego.

O wymianę należy wystąpić co najmniej 30 dni przed upływem terminu ważności, a niezwłocznie w pozostałych przypadkach.
Dowody osobiste starego wzoru (książeczkowe) wydane przed dniem 1 stycznia 2001 utraciły ważność z dniem 1 stycznia 2008, z tym, że w okresie od 1 stycznia 2008 do 31 marca 2008 stanowiły pełnoprawny dokument potwierdzający tożsamość osoby oraz poświadczający jej obywatelstwo polskie.

## Minimalny wiek potrzebny do otrzymania dowodu
Prawo do posiadania dowodu osobistego przysługuje każdemu obywatelowi Rzeczypospolitej Polskiej, niezależnie od wieku. Do różnic występujących między dowodami osobistymi wydawanymi osobom pełnoletnim a niepełnoletnim należą:
- W przypadku osób poniżej 12. roku życia:
  - Okres ważności 5 lat (zamiast 10 lat)
  - Brak odwzorowania własnoręcznego podpisu osoby w warstwie graficznej
  - Brak odcisków palców w warstwie elektronicznej
- W przypadku osób poniżej 13. roku życia:
  - Brak certyfikatu identyfikacji i uwierzytelniania w warstwie elektronicznej
  - Brak certyfikatu podpisu osobistego w warstwie elektronicznej
- W przypadku osób poniżej 18. roku życia:
  - Brak certyfikatu podpisu osobistego w warstwie elektronicznej - w przypadku braku zgody rodzica, opiekuna prawnego lub kuratora
  - Okres ważności certyfikatu podpisu elektronicznego w warstwie elektronicznej biegnący od daty ukończenia 18. roku życia przez osobę

Wniosek o wydanie dowodu osobistego w przypadku osób niepełnoletnich składa rodzic, opiekun prawny lub kurator - osoba, dla której jest wydawany dowód, musi jednak być obecna przy składaniu wniosku, za wyjątkiem osób, które nie ukończyły 5. roku życia. Niezależnie od wieku ustalenia kodów do certyfikatu identyfikacji i uwierzytelnienia oraz podpisu osobistego dokonuje posiadacz dowodu.
W polskim prawie nie istnieje obecnie pojęcie dowodu tymczasowego, wydawanego (do końca 2000 roku) na podstawie uchylonej ustawy z 10 kwietnia 1974 o ewidencji ludności i dowodach osobistych, na wniosek osoby, która ukończyła 16 i nie ukończyła 18 lat, oraz za zgodą jej rodziców lub opiekunów.

## Błędy

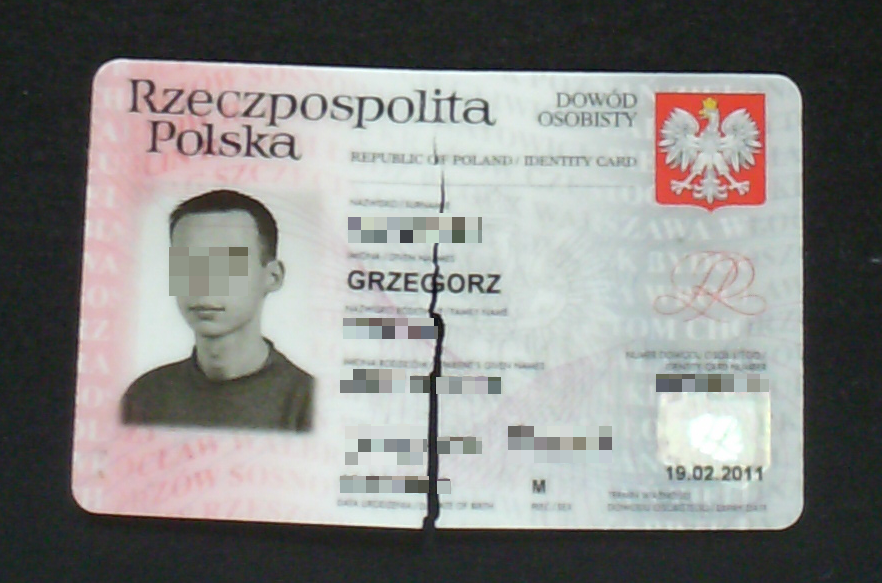
Pęknięty dowód osobisty

Pierwsze partie „plastikowych” dowodów osobistych wydanych w latach 2001–2002 posiadały dwa błędy. Pierwszym był wygląd orła niezgodny ze wzorem godła państwowego: orzeł przedstawiony na dowodach osobistych różnił się kształtem ogona, charakterystycznym cieniem i kształtem tarczy. Drugi błąd polegał na tym, że w angielskim tłumaczeniu opisu rubryki „imiona rodziców” apostrof postawiono w niewłaściwym miejscu (było „Parent’s given names”, a powinno być „Parents’ given names”). Błąd z apostrofem poprawiono i od lipca 2002 roku blankiety miały już prawidłowe tłumaczenie.
Część dowodów osobistych wykonanych z poliwęglanu miała wady fabryczne i bardzo łatwo pękała. Dodatkowo w obecnych plastikowych dowodach osobistych nie da się wpisać informacji o posiadanej grupie krwi, co było możliwe w poprzednich dowodach papierowych (odpowiednie pieczątki stawiali uprawnieni lekarze związani z pobieraniem krwi lub krwiodawstwem).
Centrum Personalizacji Dokumentów MSWiA personalizuje priorytetowo wnioski dla dowodów, które w wyniku wady technicznej zostały unieważnione administracyjnie. W roku 2020 wydano obywatelom 275 dokumentów z wadą techniczną.

## Zmiany z 2015, 2019 i planowane zmiany
W 2007 uzależniano wprowadzenie biometrycznych dowodów osobistych od pełnego opracowania systemu PESEL2 i zakończenia uzgodnień technicznych. Według planów z 2008 nowe dowody osobiste miały zostać wprowadzone od 2010 roku na próbę, a od 2011 już powszechnie. Dowód miał zawierać specjalny chip – mikrokomputer jednoukładowy, dzięki czemu byłaby możliwość bieżącego korygowania danych w nim zawartych. Dostęp do nich, na miejscu w urzędzie oraz przez internet, miał mieć zarówno urzędnik, jak i obywatel.
Grupa posłów zaproponowała zamieszczenie informacji o grupie krwi w nowych wzorach dowodów osobistych, jednak zakwestionował ten pomysł minister zdrowia, według którego taka informacja powinna być zamieszczana przez uprawnionego pracownika służby zdrowia, a nie pracownika organu gminy, który obsługuje komputerowy system wydawania tych dokumentów. Minister Spraw Wewnętrznych i Administracji zapewniał, że jego resort pracuje nad takimi rozwiązaniami technicznymi, które umożliwią dokonywanie wpisu o grupie krwi w dowodzie osobistym przez uprawnione do tego organy.

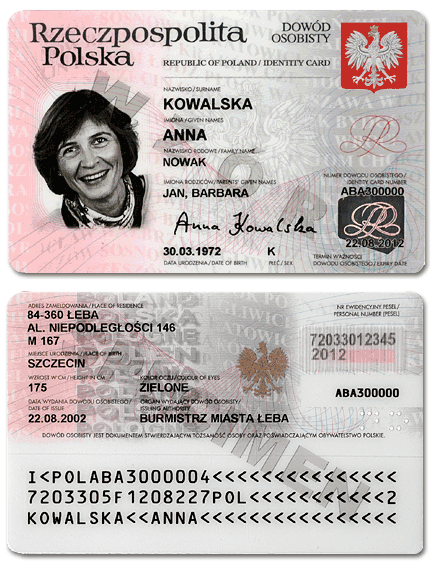
Przednia i tylna strona polskiego dowodu osobistego obowiązującego przed 1 marca 2015 (był to wzór, na którym zdjęcie nie spełniało wymogów, czyli nie było lewym półprofilem z odsłoniętym lewym uchem)

We wrześniu 2010 trwały zakupy sprzętu potrzebnego do wykonywania nowych chipowych dowodów osobistych. 8 kwietnia 2011 MSWiA poinformowała, że projekt nowelizacji ustawy zakładał, iż pierwsze elektroniczne dowody będą wydawane od 1 stycznia 2013. 7 grudnia 2012 Sejm uchwalił nowelizację ustawy o dowodach osobistych, przesuwając datę jej wejścia w życie na 1 stycznia 2015 roku. Prezydent RP podpisał ustawę przesuwającą z 1 stycznia na 1 marca 2015 termin wejścia w życie przepisów, na mocy których można składać wniosek o wydanie nowego dowodu osobistego i odebrać go w dowolnej gminie na terenie kraju.
6 sierpnia 2014 Ministerstwo Spraw Wewnętrznych na swojej stronie przedstawiło wzór dowodów osobistych wydawanych od 1 stycznia 2015. W nowych dokumentach nie ma podanego wzrostu i koloru oczu posiadacza, oraz dowody nie zawierają już zeskanowanego podpisu. W związku z planowanym zniesieniem obowiązku meldunkowego (co miało nastąpić od 2018 roku) adres zameldowania nie jest zamieszczany w dowodzie osobistym – dzięki temu nie ma potrzeby wymieniać dokumentu w sytuacji zmiany miejsca stałego pobytu. Fotografia jest taka sama jak w polskich paszportach (zdjęcie na wprost).
Dowody osobiste wydane przed dniem 1 marca 2015 r. zachowują ważność do upływu terminów w nich określonych. Dowody osobiste wydane bezterminowo osobom, które ukończyły 65. rok życia, zachowują ważność. Dowody osobiste wydawane na blankietach według nowego wzoru zaczynają swoją numerację od serii CAA. Obliczanie cyfry kontrolnej nie zmienia się.
Zaproponowano, aby można było potwierdzić tożsamość przy pomocy telefonu komórkowego wraz z wersją plastikową dowodu osobistego jak dotychczas. W marcu 2017 minister cyfryzacji potwierdziła, że usługa mDokumenty będzie testowana pilotażowo w Ełku i Łodzi w maju 2017, natomiast nowe dowody z warstwą elektroniczną pojawią się w 2019.
Po złożeniu wniosku o wydanie nowego dowodu osobistego postęp wykonania dokumentu można sprawdzać w portalu mObywatel. Kilka usług, jak np. sprawdzenie historii wydanych dowodów, wymaga logowania profilem zaufanym lub potwierdzenia tożsamości przez system uwierzytelniania jednego z banków polskich.

## Zabezpieczenia dowodów osobistych
Dowody osobiste wydawane w Polsce zabezpieczone są w warstwie graficznej zawierającej m.in. linie giloszowe i mikrodruki. Posiadają również zabezpieczenia widoczne w promieniowaniu ultrafioletowym.
Nazwisko i data urodzenia na awersie są wypukłe.

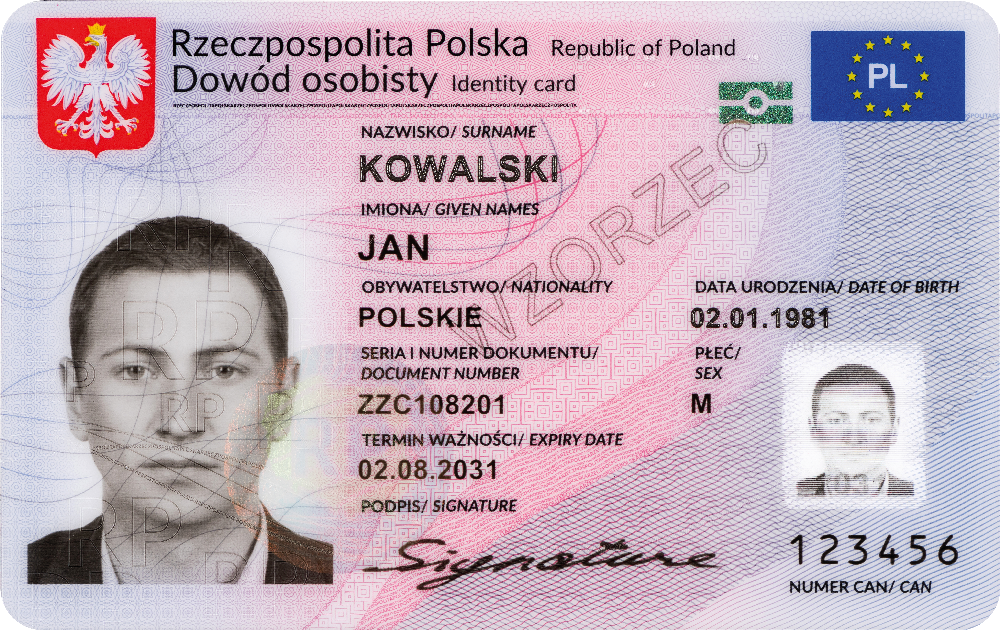
Nowy dowód od 2021

## E-dowód
E-dowód to plastikowy dowód osobisty z warstwą elektroniczną. Zgodnie z ustawą od 4 marca 2019 wydawane są tylko dowody z warstwą elektroniczną. Umożliwiają one pobranie danych o osobie za pomocą czytnika zbliżeniowego. Z danych zapisanych elektronicznie będą mogły korzystać m.in. urzędy, banki, placówki medyczne do potwierdzania tożsamości oraz podpisywania dokumentów. W dowodzie elektronicznym można włączyć usługę podpisu osobistego oraz podpisu kwalifikowanego. Elektroniczny dowód osobisty umożliwia również potwierdzanie obecności oraz może służyć jako dokument podróży ICAO. Pozwala na uwierzytelnianie w usługach on-line, np. EPUAP. Odczytywanie informacji elektronicznych wymaga podania tzw. numeru CAN, a certyfikat uwierzytelniający i podpisu kwalifikowanego są zabezpieczone osobnymi numerami PIN. Dowód wydawany jest w formie podobnej do wydawanych przed wprowadzeniem e-dowodu, z tym że wewnątrz karty umieszczony jest czip. Dotychczasowe dowody zachowują swoją ważność.

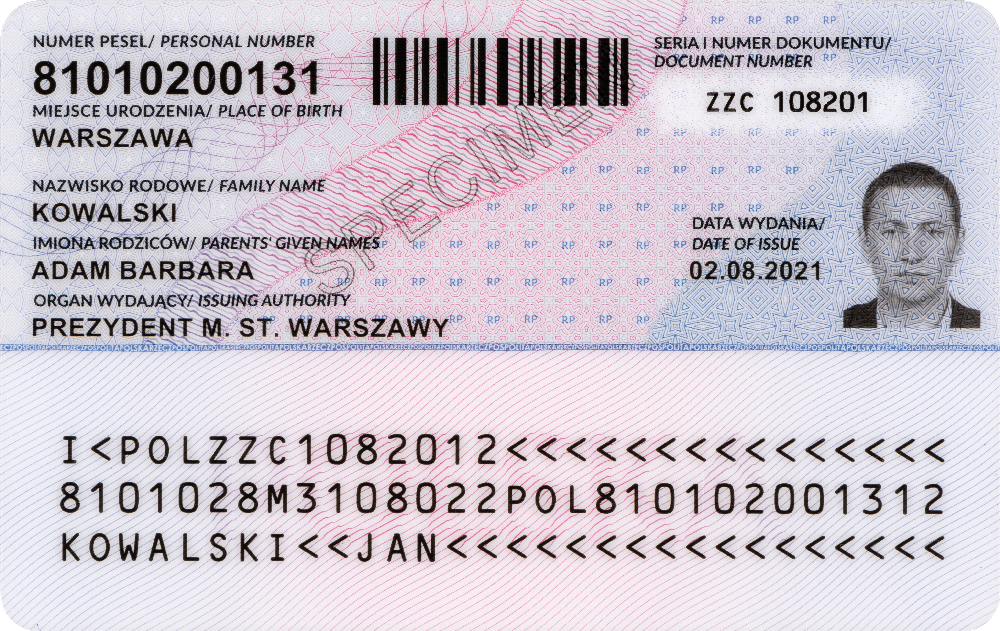
Nowy dowód od 2021

Na awersie nowego dowodu osobistego znajdują się: nazwisko (wykonane wypukłym drukiem), imię (imiona), obywatelstwo, data urodzenia (wykonane wypukłym drukiem), numer dowodu osobistego, płeć, data ważności dokumentu, duży i mały wizerunek twarzy oraz numer CAN, którego podanie jest wymagane w celu nawiązania, za pośrednictwem czytnika kart, połączenia między warstwą elektroniczną dowodu osobistego a urządzeniem lub systemem teleinformatycznym. 
Rewers dokumentu zawiera numer PESEL, kod kreskowy 128 numeru CAN, numer dowodu, miejsce urodzenia i nazwisko rodowe, oraz imiona rodziców, data wydania dokumentu, miniaturę zdjęcia i organ wydający. W dolnej części rewersu umieszczono strefę odczytu maszynowego MRZ, na której grawerunkiem transparentnym umieszczono 15 znaków alfanumerycznych unikatowych dla każdego dokumentu.
Zmiana rozmieszczenia pól stałych w warstwie graficznej dostosowuje dokument do norm określonych przez Organizację Międzynarodowego Lotnictwa Cywilnego (ICAO) nr 9303. Zalecenia ICAO określają między innymi wymiary i zasady rozmieszczenia na dokumentach danych osobowych i danych dokumentu.
W czerwcu 2019 r. MSWiA przyznało, że ok. 750 tys. sztuk dowodów osobistych, choć formalnie ważnych, zostało wyprodukowanych niezgodnie z ustawą o dowodach osobistych (na warstwę elektroniczną blankietu nie wgrały się imiona rodziców i nazwisko rodowe). Resort, aby usunąć niezgodność z przepisami, chciał wykreślić zapis mówiący, że warstwa elektroniczna dowodu zawiera dane zamieszczone w warstwie graficznej dowodu osobistego.
W roku 2021 w związku z wdrożeniem wytycznych UE dotyczących drugiej cechy biometrycznej w e-dowodzie wprowadza się nowy wzór dowodu osobistego. Dodatkowymi elementami graficznymi są flaga Unii Europejskiej w prawym górnym rogu i podpis na dole awersu. Według przedstawionych wzorów na rewersie zmniejszono rozmiar czcionki w numerze PESEL, zmieniono krój czcionki w serii i numerze dowodu osobistego oraz czcionkę przy dacie ważności dowodu. Ustawa przewiduje 5-letni termin ważności dowodów osobistych wydanych dzieciom do 12. roku życia, 10-letni termin dla osób powyżej 12. roku życia, a 12-miesięczny osób, od których pobranie odcisków palców jest chwilowo niemożliwe. Ze względu na dodanie do warstwy elektronicznej obrazów odcisków palców wskazujących obu dłoni nie będzie można występować o wydanie nowego dowodu przez Internet. Zapowiedziano, że nowe dowody będą wydawane od 2 sierpnia 2021. W warstwie elektronicznej zapisane jest dodatkowo odwzorowanie podpisu właściciela dowodu. Zaszyfrowane odpowiednio mocnym kluczem odciski palców przechowywane są przez 90 dni od daty wystawienia dowodu osobistego w Rejestrze Dowodów Osobistych. Odciski palców są przechowywane wyłącznie po to, by wydać dowód osobisty. Odciski są automatycznie usuwane z Rejestru: 
w momencie odebrania dowodu przez obywatela lub jeśli obywatel nie odebrał dowodu w ciągu 90 dni od daty wydania (czyli daty personalizacji zamieszczonej w dowodzie).
W lipcu 2021 do Sejmu wpłynęła nowelizacja ustawy, która odsuwa wprowadzenie nowych dowodów w nieokreśloną przyszłość. Powodem są obawy ABW co do bezpieczeństwa przesyłania danych odcisków palców przez zakupione czytniki.
Sekretarz stanu ds. cyfryzacji w Kancelarii Prezesa Rady Ministrów ogłosił, że nowe dowody osobiste wydawane będą od 8 listopada 2021 roku.

## mDowód
mDowód to nowy elektroniczny dokument tożsamości ważny tylko w Polsce. Umożliwia obywatelom używanie go wszędzie tam, gdzie używają tradycyjnego dowodu plastikowego. Posiadając przy sobie aplikację mObywatel, użytkownik ma możliwość potwierdzania swojej tożsamości. Jedyne, czego dzięki mDowodowi nie zrobi, to przekroczenie granicy i złożenie wniosku o nowy dowód plastikowy (e-dowód).

## Dowody kolekcjonerskie
12 lipca 2019 roku weszła w życie ustawa z dnia 22 listopada 2018 r. o dokumentach publicznych (Dz.U. z 2024 r. poz. 1669). Ustawa ta zawiera m.in. regulacje, które mają zapobiegać przypadkom posługiwania się, celem wprowadzenia w błąd osoby trzeciej, tzw. „dokumentami kolekcjonerskimi” jako dokumentami oryginalnymi.
Ustawa o dokumentach publicznych penalizuje wytwarzanie, oferowanie, zbywanie lub przechowywanie w celu zbycia repliki dokumentu publicznego. Sankcją jest kara grzywny, kara ograniczenia wolności albo pozbawienia wolności do lat 2.
Zgodnie z definicją zawartą w ww. ustawie, repliką dokumentu publicznego jest odwzorowanie lub kopia wielkości od 75% do 120% oryginału o cechach autentyczności dokumentu publicznego lub blankietu dokumentu publicznego, z wyłączeniem kserokopii lub wydruku komputerowego dokumentu publicznego wykonanych do celów urzędowych, służbowych lub zawodowych określonych na podstawie odrębnych przepisów lub na użytek osoby, dla której dokument publiczny został wydany.

## Statystyka
W roku 2001 wydano 1 789 640 szt. dowodów osobistych. W latach następnych, ze względu na obowiązek wymiany starych, książeczkowych dowodów do końca 2007 roku, planowano wydawanie 5,5 mln szt. dowodów rocznie. W rzeczywistości wymiana postępowała znacznie wolniej, co doprowadziło do kumulacji w roku 2007, w którym wydano blisko 9 mln nowych dowodów.
| rok | 2001 | 2002 | 2003 | 2004 | 2005 | 2006 | 2007 | 2008 | 2009 | 2010 |
| --- | ---- | ---- | ---- | ---- | ---- | ---- | ---- | ---- | ---- | ---- |
| mln | 1,79 | 2,26 | 3,98 | 4,98 | 4,58 | 5,43 | 8,91 | 3,93 | 2,14 | 2,30 |

| rok | 2011 | 2012 | 2013 | 2014 | 2015 | 2016 | 2017 | 2018 | 2019 | 2020 |
| --- | ---- | ---- | ---- | ---- | ---- | ---- | ---- | ---- | ---- | ---- |
| mln | 2,77 | 3,38 | 3,94 | 4,61 | 4,80 | 4,94 | 6,36 | 4,06 | 3,02 | 2,13 |

| rok | 2021 | 2022 | 2023 | 2024 | 2025 I i II kw |
| --- | ---- | ---- | ---- | ---- | -------------- |
| mln | 2,65 | 3,48 | 3,54 | 4,02 | 2,26           |

## Państwa, które można odwiedzić, posiadając wyłącznie dowód osobisty
Obywatele polscy mogą odwiedzić wiele krajów, korzystając wyłącznie z dowodu osobistego.
Przede wszystkim są to państwa Europejskiego Obszaru Gospodarczego oraz miejsca uważane za egzotyczne, jak zamorskie terytoria Francji (np. Martynika na Karaibach). Dnia 19 kwietnia 2022 roku decyzją prezydenta Erdoğana obowiązek paszportowy dla obywateli polskich podróżujących do Turcji w celach tranzytowych lub turystycznych (nieprzekraczających 90 dni) został zniesiony, pozwalając na użycie polskiego dowodu osobistego.  

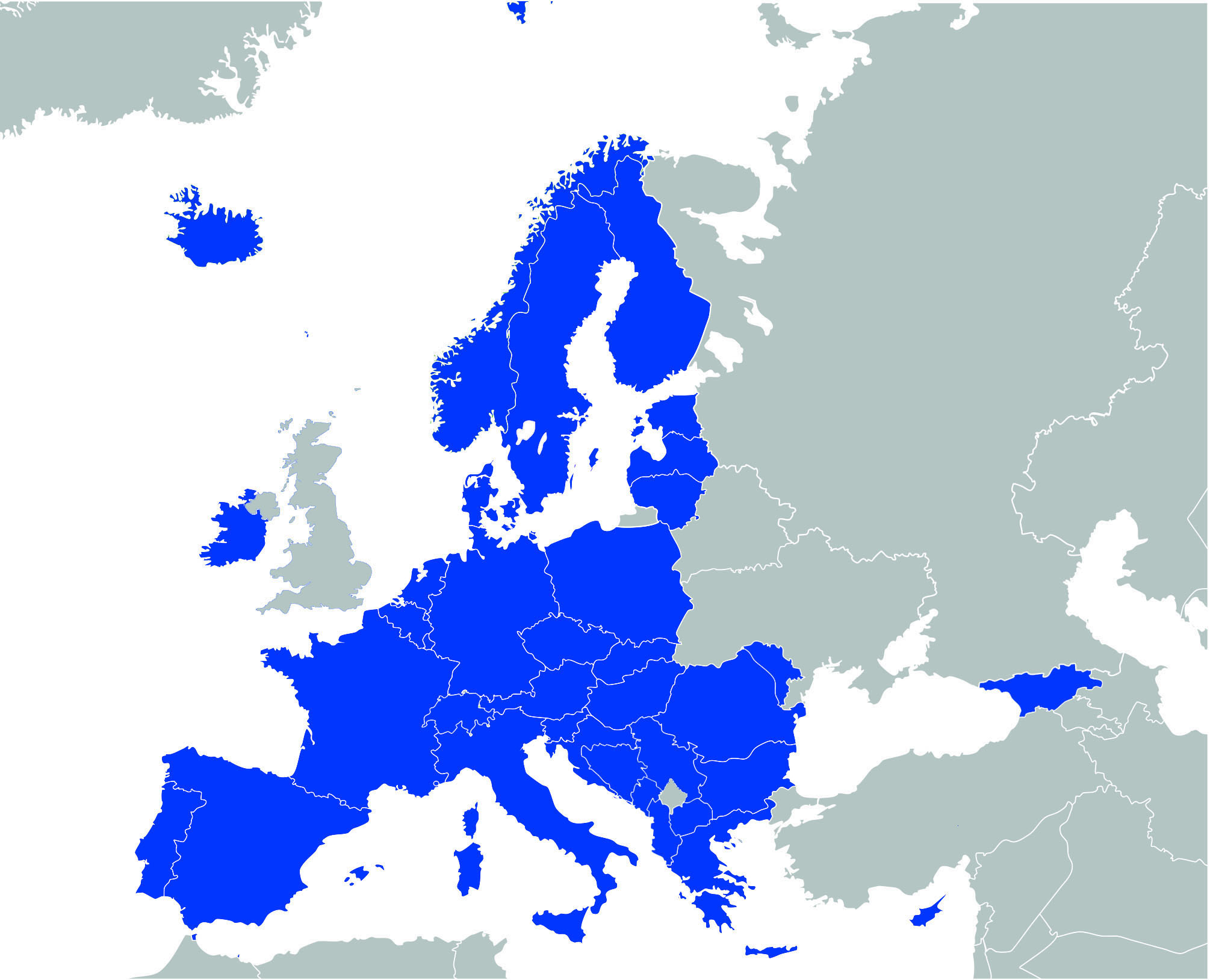
Część państw i terytoriów, które można odwiedzić, posiadając wyłącznie dowód osobisty wydany w Polsce

W każdym kraju Unii Europejskiej, a także w krajach Europejskiego Obszaru Gospodarczego Polacy mogą pracować legalnie, posiadając wyłącznie dowód osobisty i podpisując odpowiednią umowę pracy. W krajach Unii Europejskiej praca Polaków nie może zostać ograniczona, a Polakom przysługują takie same prawa do świadczeń socjalnych jak rodowitym obywatelom tych krajów.